# إيمان العبيدي

رجال أمن موالون للقذافي يحاولون إسكات إيمان العبيدي.

إيمان العبيدي هي محامية ليبية من مواليد 1982 م، ولدت إيمان العبيدي في طبرق بليبيا وسط 10 أطفال لوالديها عائشة وعاتق العبيدي. كان والدها موظفا بالجمارك. صرحت والدتها لل«سي إن إن» أن إيمان دائما ما كانت ترغب في أن تصير صحفية، ولكن بسبب نقص الحرية في ليبيا، قررت إيمان دراسة القانون. حصلت إيمان علي شهادة دراسة القانون من جامعة عمر المختار في البيضاء، ليبيا، وكانت تسكن في طرابلس في السنة السابقة مع أختها أمل، جيث كانت تتدرب في مكتب للمحاماة أو تعمل في شركة للسياحة بينما كانت تحصل علي شهادة الدراسات العليا.
اجتذبت اهتمام وسائل الاعلام في جميع أنحاء العالم عندما دخلت في 26 مارس/آذار 2011 مطعم فندق ريكسوس في طرابلس، محل إقامة معظم الهيئات الصحافية الدولية التي كانت تقوم بتغطية أحداث الثورة الليبية. حيث حاولت اطلاع المراسلين الأجانب على آثار ضرب وكدمات في جسدها وقالت أنها تعرضت للاغتصاب من قبل 15 من عناصر الكتائب الأمنية الموالية للعقيد معمر القذافي. قامت بعد ذلك قوات الأمن الحكومية وبعض من موظفي الفندق بمحاولة إسكات إيمان واستخدام العنف ضد الصحفيين الذين حاولوا الدفاع عنها قبل أن يتم اصطحابها إلى جهة مجهولة. وقال متحدث باسم الحكومة في البداية أن إيمان كانت مخمورة وربما مختلة عقليا، غير أنه اعترف في وقت لاحق بسلامتها العقلية. قامت الحكومة الليبية بترحيل بعض الصحفيين الذين حاولوا مساندتها. نالت قصة إيمان شهرة واسعة في الشبكات الاجتماعية كتويتر وفيسبوك، كما وصفت إيمان من قبل بعد وسائل الإعلام بأنها «رمز للتحدي ضد القذافي».

## مناشدة للتحقيق في قضيتها
ناشد (يوم الأحد 27/3/2011 م) المجلس الوطني الانتقالي الذي يمثل ثوار ليبيا المجتمع الدولي والمنظمات المتخصصة في الدفاع عن حقوق النساء، إجراء تحقيق في قضية الفتاة إيمان العبيدي، وطالب الناطق باسم المجلس ونيس الدرسي في مؤتمر صحفي ببنغازي، المجتمع الدولي: «بتعقب الطاغية معمر القذافي وعقابه على ما اقترفته الكتائب الموالية له». وبحسب الدرسي فإن «ثورة 17 فبراير لن تتنازل عن حقوق العبيدي مهما كان الموقف، وسنعلن عن متابعة كل المتورطين في قضية هذه الفتاة وشرفها». وأضاف «نتوجه إلى كل امرأة في العالم أن تسجل تاريخ الاعتداء على هذه الفتاة الليبية من قبل نظام الطاغية المستبد وأعوانه ورموز نظامه ليكون يوما لحرية المرأة في كل زمان ومكان». وقال الدرسي إن العبيدي لها أقارب في بنغازي، وسبب وجودها في طرابلس هو دراستها في معهد القضاء. وعند رجوعها إلى طرابلس تم إيقافها مع زميلاتها في حاجز أمني أقامته الكتائب الأمنية على الطريق. ولجأت العبيدي إلى أحد فنادق طرابلس لإطلاع الصحفيين على ما حدث معها، إلا أن الأمن الليبي اقتادها بالقوة أمام أعين المصورين إلى جهة مجهولة. وقد اعترض عناصر أمن النظام الصحفيين الذين حاولوا التدخل أثناء اقتياد العبيدي إلى خارج الفندق، قبل حشرها في سيارة واقتيادها بعيدا. وخرجت العبيدي وهي تصرخ «انظروا إلى ما يحدث.. مليشيات القذافي تختطف النساء بالسلاح وتغتصبهن.. إنهم يغتصبونهن». وبسبب منع العبيدي من إكمال روايتها، لم يعرف الصحفيون حقيقة ما حدث، وإن كانت الطريقة التي تعامل بها الأمن مع العبيدي تدل على الرغبة في إخفاء حقيقة ما جرى معها.

## السعي لإطلاق سراحها
عرض المجلس الوطني الانتقالي مبادلة 20 عنصرا من كتائب العقيد الليبي معمر القذافي أسرى لدى الثوار بإيمان العبيدي.

## خطبتها أثناء الثورة
وصف خطيب المحامية إيمان العبيدي أن ما حصل مع خطيبته بالصعب والمرير، معربا عن أمله بألا يكون ذلك مادة إعلامية. وقال «إن صرخة إيمان من معقل الغول ومن داخل بطن الحوت ومشهد الصحفي الأجنبي الذي كان يدافع عنها أثر بداخلي وولد لدي القهر والألم».
عقد المنبي (34 عاما) قرانه على إيمان (28 عاما) بساحة الشهداء في مدينة طبرق في أقصى الشرق الليبي، بحضور أهالي المدينة وأكثر من 100 شخص كانوا برفقته على رأسهم والدته وأسرته وأعيان من مدينة درنة. وأعلنت إيمان العبيدي موافقتها على عريسها الذي لم تره أو تعرفه أو حتى تسمع صوته.
يخطط العريس لإقامة فرح وعرس كبير بعد عودة العروس الذي قال إنه لا يزال لا يعرف أي خبر ولو بسيطا عن مصيرها.
يروى المنبي (34 عاما) رحلة بحثه عن خطيبته بقوله إنه سأل عن عائلتها وأهلها حتى توصل إلى أنها تسكن مدينة طبرق، مؤكدا أنه شعر بفرحة كبيرة بعد معرفته بأن إيمان غير مرتبطة وسارع وتقدم لخطبتها لأنه أرادها زوجة له بسبب ما عده موقفها البطولي المشرف. وأضاف عريس إيمان أنه طلب من الأعيان والأصدقاء مساعدته في خطبتها من أهلها، معتبرا موافقتهم عليه شرفا كبير وفخرا له، وقال إن ارتباطه بهذه المرأة يعني ارتباطه بليبيا، «إيمان هي ليبيا وليبيا هي إيمان».

## فرارها إلى تونس
قالت إيمان العبيدي بحديث لشبكة «سي أن أن» الإخبارية إنها فرت إلى تونس خوفا على حياتها. وأشارت إلى أنها عبرت إلى تونس يوم الخميس 5/5/2011 م بمساعدة ضابط منشق وعائلته، وذكرت أنها غادرت العاصمة طرابلس في سيارة عسكرية ووضعت نقابا لإخفاء وجهها. وقالت أيضا إن الرحلة كانت متعبة جدا وإن السيارة التي كانت فيها أوقفت مرات عدة على حواجز أمنية، وكان الضابط الذي رافقها يبرز تصريحه للسماح له بإكمال طريقه.
ونقلت الشبكة عن مصادر دبلوماسية غربية أن دبلوماسيين فرنسيين نقلوا إيمان من الحدود الليبية التونسية، وأنهم سيقدمون لها مكانا تسكن فيه مؤقتا إلى حين تحديد مستقبلها. ولفتت إيمان إلى أنها تخشى من أن تُلاحق في تونس، معربة عن أملها في أن تحصل على الحماية من حكومة غربية.
وقد اختفت إيمان، وهي من بنغازي، عن الأنظار منذ يوم 26 مارس/ آذار الماضي عندما كشفت للصحفيين الأجانب في فندق بطرابلس أنها احتجزت لدى عناصر تابعين لكتائب القذافي طوال يومين وأن 15 منهم تناوبوا على اغتصابها وضربوها وأهانوها، وما إن بدأت تصرخ بالفندق معلنة واقعة اغتصابها حتى اعتقلها عناصر الأمن واقتادوها إلى جهة غير معلومة.
كانت والدتها كشفت أن مسؤولين في باب العزيزية، مقر العقيد بطرابلس، اتصلوا بها وطلبوا منها إقناع ابنتها بتغيير إفادتها بتعرضها للاغتصاب مقابل دفع تعويض مادي وإغراءات أخرى من بينها توفير منزل لأسرتها. أفرج عن إيمان لاحقا لكنها قالت في مقابلة الشهر الماضي إنها لا تستطيع مغادرة بيتها، وإنها ممنوعة من مغادرة ليبيا.